# Saint-François-Lacroix
Saint-François-Lacroix – miejscowość i gmina we Francji, w regionie Grand Est, w departamencie Mozela.
Według danych na rok 1990 gminę zamieszkiwało 139 osób, a gęstość zaludnienia wynosiła 19 osób/km² (wśród 2335 gmin Lotaryngii Saint-François-Lacroix plasuje się na 906. miejscu pod względem liczby ludności, natomiast pod względem powierzchni na miejscu 806.).